# Zamarkova
Zamarkova – wieś w Słowenii, w gminie Lenart. W 2018 roku liczyła 90 mieszkańców.